# Faraona Olivieri

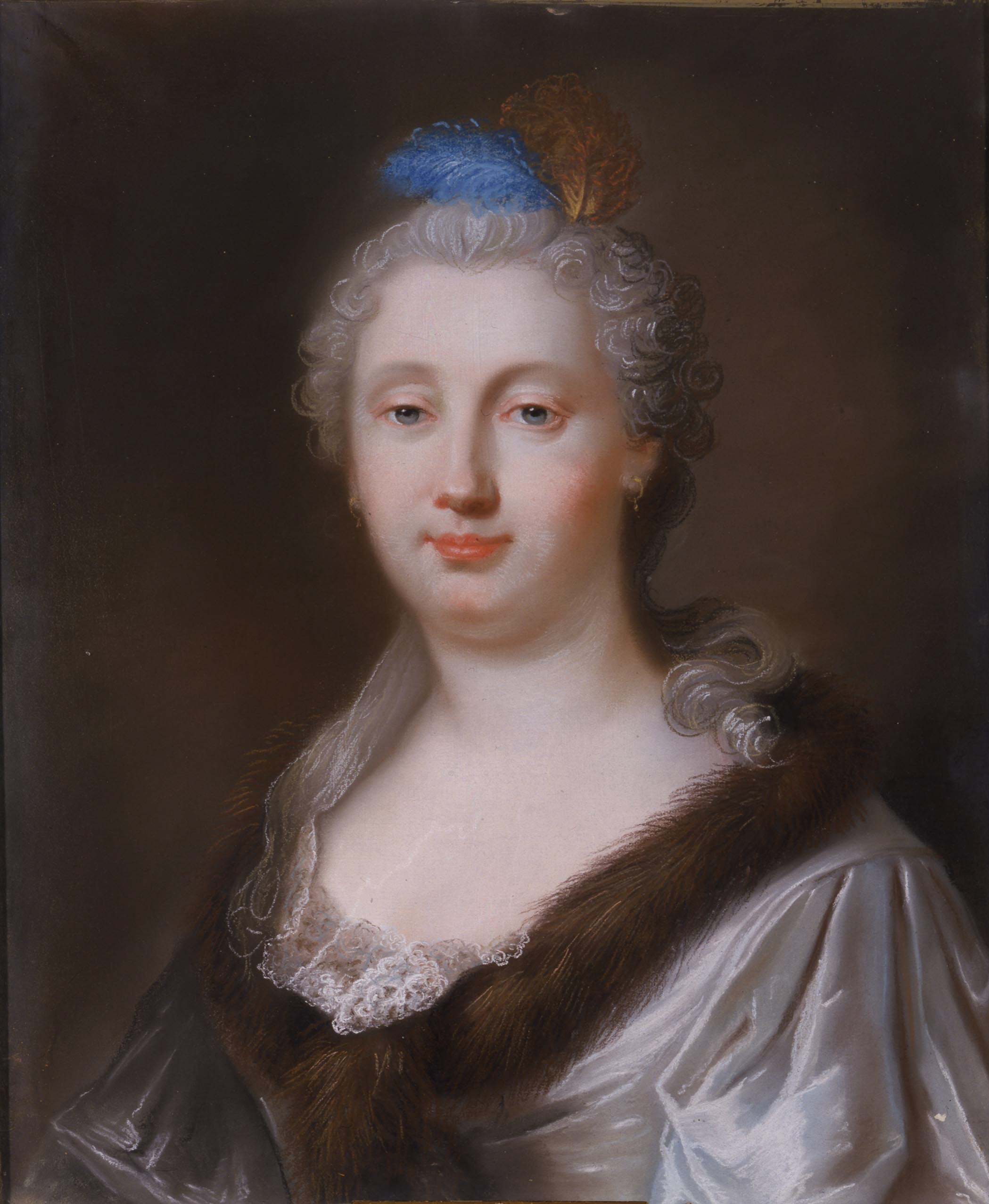
Autorretrato (1759), pastel, 56 x 45 cm, Madrid, Real Academia de Bellas Artes de San Fernando.

Faraona María Magdalena Olivieri, o Pharaonne-Marie-Madeleine Ollivier, nacida Lefebvre (París, 24 de febrero de 1716-Madrid ?, después de 1776) fue una pintora francesa establecida en Madrid, autora de dos retratos al pastel conservados en la Academia de San Fernando, en los que se revela la influencia de Rosalba Carriera interpretada a la manera dulce y plácida propia de la pintura francesa.

## Biografía
Aunque por la coincidencia en el apellido se la ha creído hija del escultor italiano Giovan Domenico Olivieri, establecido en Madrid en 1739, los datos cronológicos y lo que se conoce de la familia del escultor y fundador de la Real Academia de Bellas Artes de San Fernando, obligan a descartar cualquier relación familiar entre ellos. Hija del burgués Jean Lefebvre, debe su apellido a su marido, Michel-Barthélémy Ollivier, pintor y asistente de Louis-Michel van Loo. Casada en 1750, se trasladó con su esposo a Madrid, donde el apellido de casada se italianizó.
En 1759 fue admitida como académica de mérito por la sección de pintura en la Real Academia de Bellas Artes de San Fernando, tras presentar dos retratos de su mano acompañados de una nota de presentación por la que solicitaba el ingreso en la institución:

Dª Faraona María Magdalena Olivier, natural de la ciudad de París. Residenta en esta Corte con el devido rendimiento [h]a sido inclinada al Arte de la Pintura de la que tiene algunas obras en diferentes Gavinetes de Europa, y deseando el Asociarse en la  Rl. Academia de Sn. Fernando, presenta dos retratos originales hechos por su mano, y suplica a Vd. se sirva admitirlos y si por su ejecución fuesen dignos de aprecio de la Academia, se le conceda el honor que fuese de su agrado. Espera merecer esta gracia de Vds.

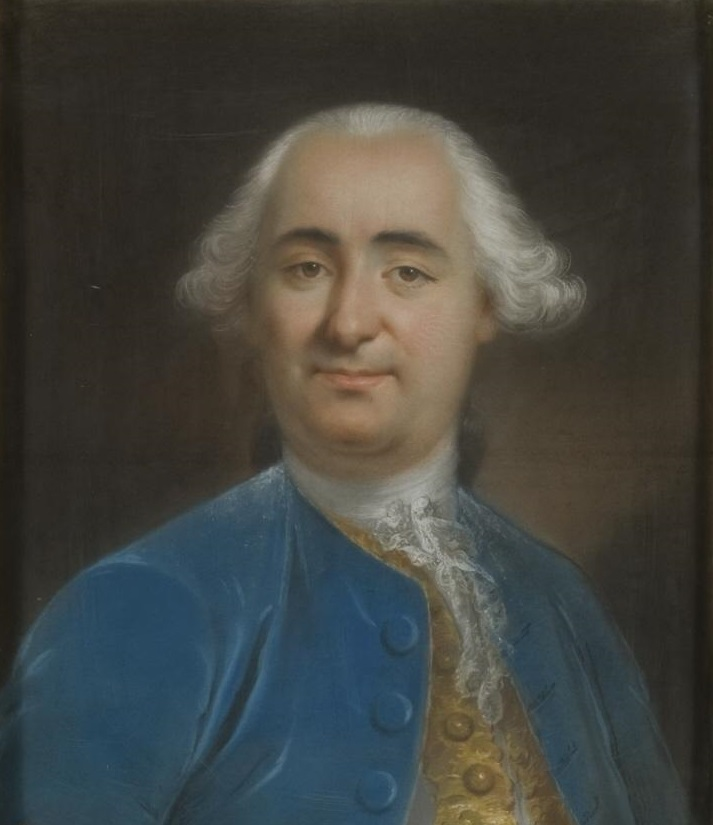
Retrato del arquitecto Jacques Marquet, pastel, 54 x 44 cm. Madrid, Real Academia de Bellas Artes de San Fernando.

El viceprotector sometió los retratos al examen de los académicos, que en su respuesta el 18 de diciembre, y al tiempo de admitirla por unanimidad académica de mérito, declararon que 

Habiendo reconocido estos Retratos, y habiéndolos hallado todos los Señores Profesores, no solamente hechos con el mayor gusto, inteligencia y primor, sino es también el uno sumamente parecido al Director Honorario D.n Jayme Marquet a quien representa, y asegurando algunos profesores que el otro es igualmente semejante a una Muger que sirvió de original, acordó por unánime consentimiento de todos los vocales crear Académica de Mérito a la referida D.a Faraona Maria con todos los honores y preeminiencias que corresponden a este grado, que se le despache su título y que dhos. dos Retratos se coloquen desde luego en distinguido lugar como lo merecen.

Esos dos cuadros son, con toda probabilidad, los retratos al pastel del arquitecto Jaime Marquet, establecido en Madrid hacia 1752, cuando el duque de Alba, embajador de España en París, le encargó la construcción de su palacio en Piedrahíta (Ávila), y el que se ha supuesto autorretrato de la pintora, si bien en este caso la identidad de la modelo, al contrario de lo que ocurre con el retrato de Marquet, reconocido así por los académicos, es dudosa, y en los inventarios primitivos, como en la sesión académica en la que fueron presentados, se describe sencillamente como retrato de mujer o retrato de una señora pintado al pastel por doña Faraona María Magdalena Olivieri.